# Patinatge artístic als Jocs Olímpics d'hivern de 2018 - Dansa
La competició de dansa sobre gel dels Jocs Olímpics d'Hivern de 2018 va ser celebrada els dies 19 i 20 de febrer de 2018 al Gangneung Ice Arena, a Gangneung (Corea del Sud). El ball curt va ser disputat el 19 de febrer i el ball lliure el 20 de febrer.

## Resum
Tessa Virtue i Scott Moir van aconseguir 83.67 punts al ball curt, trencant així, el seu propi rècord mundial. Gabriella Papadakis i Guillaume Cizeron van acabar en segon lloc, 1.74 punts darrera de Virtue/Moir. Maia Shibutani i Alex Shibutani van acabar en quart lloc, 0.02 punts darrera dels tercers classificats Madison Hubbell i Zachary Zonohue
Shibutani/Shibutani van ser el dissetè equip en competir pel ball lliure; havent començat quarts després de la seva classificació al ball curt, van escalar fins a la primera posició després d'aconseguir 192.59 punts. Papadakis/Cizeron van patinar després i van trencar els seus rècords mundials del ball curt i del puntuació total, acabant amb 205.28 punts. Hubbell/Donohue van rebre una deducció a causa d'una caiguda i van quedar-se en tercera posició. Els últims en patinar van ser Virtue/Moir, que van aconseguir menys punts que Papadakis/Cizeron pel ball lliure, però van aconseguir prou puntuació total per guanyar guanyar la medalla d'or i també per establir un nou rècord mundial de puntuació total a 206.07 punts.
Aquesta va ser la tercera medalla Olímpica per Virtue i Moir en dansa sobre gel; van guanyar el seu primer or el 2010 i van aconseguir la plata el 2014. També va ser al seva cinquena medalla Olímpica (incloent les dues medalles de les competicions d'equip de 2014 i 2018), convertint-los en els patinadors artístics sobre gel Olímpics més condecorats de la història.
Per primera vegada des del 1976, any en què la dansa sobre gel va convertir-se en un esport Olímpics, no hi va haver cap parella russa o soviètica al podi.

## Rècords
Durant la competició es van establir els següents rècords:
| Segment     | Patinadors                             | Punt.  | Data                 | Ref.  |
| ----------- | -------------------------------------- | ------ | -------------------- | ----- |
| Ball curt   | Tessa Virtue / Scott Moir              | 83.67  | 19 de febrer de 2018 | [ 5 ] |
| Ball lliure | Gabrilla Papadakis / Guillaume Cizeron | 123.35 | 20 de febrer de 2018 | [ 3 ] |
| Punt. total | Gabrilla Papadakis / Guillaume Cizeron | 205.28 | 20 de febrer de 2018 | [ 6 ] |
| Punt. total | Tessa Virtue / Scott Moir              | 206.07 | 20 de febrer de 2018 | [ 7 ] |

## Classificació
Un total de 24 equips es van classificar-se per competir, amb cada país podent presentar un màxim de tres equips. 19 posicions van ser repartides durant el Campionat del Món de 2017, tot i així, Dinamarca va haver de deixar el seu lloc ja que es va descobrir que un dels seus atletes no tenia la nacionalitat Danesa (i no hi havia cap altre més equip procedent del país). Les 6 posicions restants es van repartir durant el Trofeu Nebelhorn de 2017. Cada país decidia quins equips presentava i els atletes que guanyaven no tenien assegurat el dret de competir. Tots els equips necessitaven aconseguir una puntuació mínima en els elements. Pel ball curt, aquesta era de 19.00 punts i pel ball lliure era de 29.00.

## Horari
| Indica una cerimònia de medalles. |

| Data         | Hora  | Hora | Programa    |
| Data         | KST   | CET  | Programa    |
| ------------ | ----- | ---- | ----------- |
| 19 de febrer | 10:00 | 3:00 | Ball curt   |
| 20 de febrer | 10:00 | 3:00 | Ball lliure |

## Resultats

### Ball curt
La competició del ball curt es va celebrar el 19 de febrer de 2018.
| Pos.                          | Nom                                     | País                       | TSS      | TES   | PCS   | SS   | TR   | PE   | CH   | IN   | Ded   | Stn |
| ----------------------------- | --------------------------------------- | -------------------------- | -------- | ----- | ----- | ---- | ---- | ---- | ---- | ---- | ----- | --- |
| 1                             | Tessa Virtue / Scott Moir               | Canadà                     | 83.67 WR | 44.53 | 39.14 | 9.68 | 9.61 | 9.93 | 9.79 | 9.93 | 0.00  | 20  |
| 2                             | Gabriella Papadakis / Guillaume Cizeron | França                     | 81.93    | 42.71 | 39.22 | 9.71 | 9.71 | 9.82 | 9.89 | 9.89 | 0.00  | 21  |
| 3                             | Madison Hubbell / Zachary Donohue       | Estats Units               | 77.75    | 40.98 | 36.77 | 9.29 | 9.04 | 9.25 | 9.14 | 9.25 | 0.00  | 22  |
| 4                             | Maia Shibutani / Alex Shibutani         | Estats Units               | 77.73    | 40.33 | 37.40 | 9.36 | 9.18 | 9.46 | 9.36 | 9.39 | 0.00  | 18  |
| 5                             | Anna Cappellini / Luca Lanotte          | Itàlia                     | 76.57    | 40.00 | 36.57 | 8.93 | 8.96 | 9.32 | 9.14 | 9.36 | 0.00  | 24  |
| 6                             | Ekaterina Bobrova / Dmitri Soloviev     | Atletes Olímpics de Rússia | 75.47    | 38.36 | 37.11 | 9.18 | 9.14 | 9.46 | 9.29 | 9.32 | 0.00  | 23  |
| 7                             | Madison Chock / Evan Bates              | Estats Units               | 75.45    | 39.39 | 36.06 | 8.93 | 8.86 | 9.04 | 9.11 | 9.14 | 0.00  | 19  |
| 8                             | Kaitlyn Weaver / Andrew Poje            | Canadà                     | 74.33    | 37.65 | 36.68 | 9.18 | 8.96 | 9.29 | 9.14 | 9.29 | 0.00  | 17  |
| 9                             | Piper Gilles / Paul Poirier             | Canadà                     | 69.90    | 34.95 | 34.65 | 8.64 | 8.46 | 8.71 | 8.79 | 8.71 | 0.00  | 16  |
| 10                            | Penny Coomes / Nicholas Buckland        | Regne Unit                 | 68.36    | 34.70 | 33.66 | 8.36 | 8.14 | 8.50 | 8.54 | 8.54 | 0.00  | 9   |
| 11                            | Charlene Guignard / Marco Fabbri        | Itàlia                     | 68.16    | 34.19 | 33.97 | 8.46 | 8.43 | 8.50 | 8.46 | 8.61 | 0.00  | 15  |
| 12                            | Sara Hurtado / Kirill Khaliavin         | Espanya                    | 66.93    | 35.07 | 31.86 | 8.00 | 7.57 | 8.18 | 7.86 | 8.21 | 0.00  | 7   |
| 13                            | Tiffani Zagorski / Jaonathan Guerreiro  | Atletes Olímpics de Rússia | 66.47    | 34.15 | 32.32 | 8.04 | 7.79 | 8.21 | 8.07 | 8.29 | 0.00  | 5   |
| 14                            | Natalia Kaliszek / Maksym Spodyriev     | Polònia                    | 66.06    | 34.65 | 31.41 | 7.79 | 7.61 | 8.04 | 7.86 | 7.96 | 0.00  | 13  |
| 15                            | Kana Muramoto / Chris Reed              | Japó                       | 63.41    | 32.87 | 30.54 | 7.61 | 7.46 | 7.71 | 7.68 | 7.71 | 0.00  | 14  |
| 16                            | Yura Min / Alexander Gamelin            | Corea del Sud              | 61.22    | 32.94 | 28.28 | 6.96 | 9.82 | 7.21 | 7.18 | 7.18 | 0.00  | 12  |
| 17                            | Kavita Lorenz / Joti Polizoakis         | Alemanya                   | 59.99    | 31.39 | 28.60 | 7.21 | 6.86 | 7.25 | 7.21 | 7.21 | 0.00  | 3   |
| 18                            | Marie-Jade Lauriault / Romain le Gac    | França                     | 59.97    | 31.18 | 28.79 | 7.39 | 7.00 | 7.29 | 7.14 | 7.18 | 0.00  | 6   |
| 19                            | Lucie Myslivečková / Lukáš Csölley      | Eslovènia                  | 59.75    | 31.40 | 28.35 | 7.11 | 6.79 | 7.25 | 7.11 | 7.18 | 0.00  | 11  |
| 20                            | Alisa Agafonova / Alper Uçar            | Turquia                    | 59.42    | 29.64 | 29.78 | 7.46 | 7.32 | 7.54 | 7.61 | 7.29 | 0.00  | 8   |
| No van avançar al ball lliure |                                         |                            |          |       |       |      |      |      |      |      |       |     |
| 21                            | Alexandra Nazarova / Maxim Nikitin      | Ucraïna                    | 57.97    | 27.26 | 30.71 | 7.64 | 7.46 | 7.75 | 7.79 | 7.75 | 0.00  | 2   |
| 22                            | Wang Shiyue / Liu Xinyu                 | Xina                       | 57.81    | 29.28 | 29.53 | 7.39 | 7.25 | 7.43 | 7.43 | 7.43 | –1.00 | 10  |
| 23                            | Cortney Mansourova / Michal Češka       | Txèquia                    | 53.53    | 29.11 | 24.42 | 6.29 | 5.93 | 6.14 | 6.25 | 5.93 | 0.00  | 1   |
| 24                            | Adel Tankova / Ronald Zilberberg        | Israel                     | 46.66    | 23.85 | 22.81 | 5.75 | 5.61 | 5.75 | 5.86 | 5.54 | 0.00  | 4   |

Notes:
WR - Rècord mundial

### Dansa lliure
La competició del ball lliure es va celebrar el 20 de febrer de 2018.
| Pos. | Nom                                     | País                       | TSS       | TES   | PCS   | SS   | TR   | PE    | CH   | IN    | Ded   | Stn |
| ---- | --------------------------------------- | -------------------------- | --------- | ----- | ----- | ---- | ---- | ----- | ---- | ----- | ----- | --- |
| 1    | Gabriella Papadakis / Guillaume Cizeron | França                     | 123.35 WR | 63.98 | 59.37 | 9.79 | 9.75 | 10.00 | 9.93 | 10.00 | 0.00  | 18  |
| 2    | Tessa Virtue / Scott Moir               | Canadà                     | 122.40    | 63.35 | 59.05 | 9.71 | 9.61 | 9.96  | 9.93 | 10.00 | 0.00  | 20  |
| 3    | Maia Shibutani / Alex Shibutani         | Estats Units               | 114.86    | 59.37 | 55.49 | 9.32 | 9.07 | 9.36  | 9.21 | 9.29  | 0.00  | 17  |
| 4    | Ekaterina Bobrova / Dmitri Soloviei     | Atletes Olímpics de Rússia | 111.45    | 56.25 | 55.20 | 9.14 | 8.89 | 9.29  | 9.32 | 9.36  | 0.00  | 15  |
| 5    | Madison Hubbell / Zachary Donohue       | Estats Units               | 109.94    | 54.94 | 56.00 | 9.29 | 9.21 | 9.25  | 9.46 | 9.46  | –1.00 | 19  |
| 6    | Anna Cappellini / Luca Lanotte          | Itàlia                     | 108.34    | 55.27 | 54.07 | 8.93 | 8.71 | 9.14  | 9.07 | 9.21  | –1.00 | 15  |
| 7    | Kailyn Weaver / Andrew Poje             | Canadà                     | 107.65    | 53.48 | 54.17 | 8.96 | 8.75 | 9.18  | 9.04 | 9.21  | 0.00  | 13  |
| 8    | Piper Gillies / Paul Poirier            | Canadà                     | 107.31    | 55.14 | 52.17 | 8.68 | 8.29 | 8.86  | 8.68 | 8.96  | 0.00  | 11  |
| 9    | Charlene Guignard / Marco Fabbri        | Itàlia                     | 105.31    | 53.82 | 51.49 | 8.57 | 8.50 | 8.57  | 8.57 | 8.71  | 0.00  | 6   |
| 10   | Penny Coomes / Nocholas Buckland        | Regne Unit                 | 101.96    | 51.66 | 50.30 | 8.32 | 8.21 | 8.39  | 8.57 | 8.43  | 0.00  | 12  |
| 11   | Sara Hurtado / Kirill Khaliavin         | Espanya                    | 101.40    | 51.68 | 49.72 | 8.14 | 8.04 | 8.43  | 8.36 | 8.46  | 0.00  | 10  |
| 12   | Madison Chock / Evan Bates              | Estats Units               | 100.13    | 49.04 | 53.09 | 8.64 | 8.71 | 8.71  | 9.14 | 9.04  | –2.00 | 14  |
| 13   | Kana Muramoto / Chris Reed              | Japó                       | 97.22     | 50.75 | 46.47 | 7.64 | 7.54 | 7.86  | 7.75 | 7.93  | 0.00  | 8   |
| 14   | Tiffani Zagorski / Jonathan Guerreiro   | Atletes Olímpics de Rússia | 95.77     | 46.73 | 49.04 | 8.14 | 8.00 | 8.29  | 8.14 | 8.29  | 0.00  | 9   |
| 15   | Natalia Kaliszek / Maksym Spodyriev     | Polònia                    | 95.29     | 48.45 | 46.84 | 7.64 | 7.68 | 7.89  | 7.82 | 8.00  | 0.00  | 7   |
| 16   | Kavita Lorenz / Joti Polizoakis         | Alemanya                   | 90.50     | 46.78 | 43.72 | 7.29 | 6.96 | 7.43  | 7.32 | 7.43  | 0.00  | 3   |
| 17   | Marie-Jade Lauriault / Romain le Gac    | França                     | 89.62     | 47.04 | 42.58 | 7.25 | 6.82 | 7.14  | 7.21 | 7.07  | 0.00  | 1   |
| 18   | Alisa Agafonova / Alper Uçar            | Turquia                    | 87.76     | 44.01 | 43.75 | 7.25 | 7.11 | 7.21  | 7.50 | 7.39  | 0.00  | 5   |
| 19   | Yura Min / Alexander Gamelin            | Corea del Sud              | 86.52     | 44.61 | 41.91 | 6.89 | 6.68 | 7.14  | 6.96 | 7.25  | 0.00  | 4   |
| 20   | Lucie Myslivečková / Lukáš Csölley      | Eslovènia                  | 82.82     | 41.65 | 71.17 | 6.82 | 6.61 | 6.82  | 7.00 | 7.07  | 0.00  | 2   |

Notes:
WR - Rècord mundial

### Total
Els patinadors van classificar-se segons la seva puntuació total.
| Pos.                          | Nom                                     | País                       | Punt. total | SD    | SD | FD     | FD |
| ----------------------------- | --------------------------------------- | -------------------------- | ----------- | ----- | -- | ------ | -- |
| 01 !                          | Tessa Virtue / Scott Moir               | Canadà                     | 206.07 WR   | 83.67 | 1  | 122.40 | 2  |
| 02 !                          | Gabriella Papadakis / Guillaume Cizeron | França                     | 205.28      | 81.93 | 2  | 123.35 | 1  |
| 03 !                          | Maia Shibutani / Alex Shibutani         | Estats Units               | 205.28      | 81.93 | 4  | 114.86 | 3  |
| 4                             | Madison Hubbell / Zachary Donohue       | Estats Units               | 187.69      | 77.75 | 3  | 109.94 | 5  |
| 5                             | Ekaterina Bobrova / Dmitri Soloviev     | Atletes Olímpics de Rússia | 186.92      | 75.47 | 6  | 111.45 | 4  |
| 6                             | Anna Cappellini / Luca Lanotte          | Itàlia                     | 184.91      | 76.57 | 5  | 108.34 | 6  |
| 7                             | Kaitlyn Weaver / Andrew Poje            | Canadà                     | 181.98      | 74.33 | 8  | 107.65 | 7  |
| 8                             | Piper Gilles / Paul Poirier             | Canadà                     | 176.91      | 69.60 | 9  | 107.31 | 8  |
| 9                             | Madison Chock / Evan Bates              | Estats Units               | 175.58      | 75.45 | 7  | 100.13 | 12 |
| 10                            | Charlène Guignard / Marco Fabbri        | Itàlia                     | 173.47      | 68.16 | 11 | 105.31 | 9  |
| 11                            | Penny Coomes / Nicholas Buckland        | Regne Unit                 | 170.32      | 68.36 | 10 | 101.96 | 10 |
| 12                            | Sara Hurtado / Kirill Khaliavin         | Espanya                    | 168.33      | 66.93 | 12 | 101.40 | 11 |
| 13                            | Tiffany Zahorski / Jonathan Guerreiro   | Atletes Olímpics de Rússia | 162.24      | 66.47 | 13 | 95.77  | 14 |
| 14                            | Natalia Kaliszek / Maksym Spodyriev     | Polònia                    | 161.35      | 66.06 | 14 | 95.29  | 15 |
| 15                            | Kana Muramoto / Chris Reed              | Japó                       | 160.63      | 63.41 | 15 | 97.22  | 13 |
| 16                            | Kavita Lorenz / Joti Polizoakis         | Alemanya                   | 150.49      | 59.99 | 17 | 90.50  | 16 |
| 17                            | Marie-Jade Lauriault / Romain Le Gac    | França                     | 149.59      | 59.97 | 18 | 89.62  | 17 |
| 18                            | Yura Min / Alexander Gamelin            | Corea del Sud              | 147.74      | 61.22 | 16 | 86.52  | 19 |
| 19                            | Alisa Agafonova / Alper Uçar            | Turquia                    | 147.18      | 59.42 | 20 | 87.76  | 18 |
| 20                            | Lucie Myslivečková / Lukáš Csölley      | Eslovènia                  | 142.57      | 59.75 | 19 | 82.82  | 20 |
| No van avançar al ball lliure |                                         |                            |             |       |    |        |    |
| 21                            | Oleksandra Nazarova / Maxim Nikitin     | Ucraïna                    | —           | 57.97 | 21 | —      | —  |
| 22                            | Wang Shiyue / Liu Xinyu                 | Xina                       | —           | 57.81 | 22 | —      | —  |
| 23                            | Cortney Mansourová / Michal Češka       | Txèquia                    | —           | 53.53 | 23 | —      | —  |
| 24                            | Adel Tankova / Ronald Zilberberg        | Israel                     | —           | 46.66 | 24 | —      | —  |

Notes:
WR - Rècord mundial